# Radu Florescu
Radu Florescu (* 23. Oktober 1925 in Bukarest; † 18. Mai 2014 in Mougins, Frankreich) war ein rumänischer Historiker, der Verbindungen zwischen Bram Stokers Romanfigur Graf Dracula und dem im 15. Jahrhundert tatsächlich existierenden blutrünstigen Aristokraten Vlad III. Drăculea, der unter dem Namen Vlad Țepeș (Vlad, der Pfähler) bekannt wurde, „entdeckte“. Stokers 1897 erstmals erschienener Roman Dracula spielte in echten Gebieten wie Siebenbürgen (Transsilvanien) oder dem Tihuța-Pass (Borgo-Pass), wobei sogar die Eisenbahnverbindungen in dem Buch richtig waren. Aus diesem Grund schlussfolgerte Florescu, dass auch die Hauptfigur des Romans auf Tatsachen beruhen müsse. Vlad Țepeș, der für das Niedermetzeln zahlreicher Siebenbürger Sachsen und Osmanen bekannt war und eine Vorliebe für das Aufspießen seiner Feinde auf Pfählen hatte, war demnach die folgerichtige Wahl für das Vorbild Draculas. In seinem Bestseller In Search of Dracula (1972), den Florescu zusammen mit Raymond T. McNally (1931–2002) verfasste, behauptete er, dass der brutale Vlad III., Woiwode des Fürstentums Walachei, die Inspiration Stokers war. Schließlich war Vlad ein Mitglied des Hauses Drăculești, gemeinhin unter dem Namen Dracula bekannt. Das Buch wurde in 15 Sprachen übersetzt. Ihre Befunde und die im Anschluss erschienene Reihe gruseliger Bücher, von denen zahlreiche von ihnen selbst verfasst wurden, erwiesen sich als förderlich für die rumänische Tourismuswirtschaft. Dies ging so weit, dass Touristengruppen zum Stammschloss von Vlad III., Schloss Bran, reisten und pinkfarbenen Likör tranken.

## Leben

### Flucht aus Rumänien und Hochschullehrer in Boston
Florescu verließ Rumänien nach dem Ausbruch des Zweiten Weltkrieges und reiste nach London, wo sein Vater als amtierender Botschafter Rumäniens tätig war, ehe er nach der Machtübernahme des faschistischen Marschalls Ion Antonescu zurücktrat. Nach dem Schulabschluss erhielt er ein Stipendium für ein Studium der Geschichtswissenschaften am Christ Church der University of Oxford und hörte dort unter anderem Vorlesungen von William Deakin (1913–2005). Sein Studium schloss er an der Indiana University Bloomington ab und erwarb dort einen Doctor of Philosophy (Ph.D.).
Anschließend begann er eine akademische Laufbahn als Professor für Geschichte am Boston College, einer privaten Forschungsuniversität in Chestnut Hill. Dort lernte er seinen Kollegen, Professor Raymond T. McNally kennen, der nicht nur ein Fachmann für die Intelligenzija Russlands, sondern auch für Dracula war. Zu Beginn seiner Lehrtätigkeit verfasste er in den 1960er Jahren auch mehrere Bücher über die Geschichte Rumäniens wie The struggle against Russia in the Romanian principalities, 1821–1854 (1962) oder auch The Column über den zwischen 1962 und 1965 in Ciumesti gefundenen Helm von Ciumesti.
Daneben schuf er häufig eine diplomatische Brücke zwischen den USA und Rumänien. Er beriet nicht nur US-Senator Edward Kennedy in Angelegenheiten des Balkans, sondern versorgte auch den Pressestab des Weißen Hauses während des Staatsbesuchs von US-Präsident Richard Nixon 1969 in Rumänien.

### Dracula-Forschung

#### In Search of Dracula: Theorie um Vlad III. Drăculea und Graf Dracula
In seinem Bestseller In Search of Dracula (1972), den Florescu zusammen mit Raymond T. McNally verfasste, behauptete er, dass der brutale Vlad III., Woiwode des Fürstentum Walachei die Inspiration Stokers war. Schließlich war Vlad ein Mitglied des Hauses Drăculești, gemeinhin unter dem Namen Dracula bekannt. Stokers 1897 erstmals erschienener Roman Dracula spielte in echten Gebieten wie Siebenbürgen (Transsilvanien) oder dem Tihuța-Pass (Borgo-Pass), wobei sogar die Eisenbahnverbindungen in dem Buch richtig waren. Aus diesem Grund schlussfolgerte Florescu, dass auch die Hauptfigur des Romans auf Tatsachen beruhen müsste. Vlad Țepeș, der für das Niedermetzeln zahlreicher Siebenbürger Sachsen und Osmanen bekannt war und eine Vorliebe für das Aufspießen seiner Feinde auf Pfählen hatte, war demnach die folgerichte Wahl für das Vorbild Draculas. Das Buch wurde in 15 Sprachen übersetzt. Ihre Befunde und die im Anschluss erschienene Reihe gruseliger Bücher, von denen zahlreiche von ihnen selbst verfasst wurden, erwiesen sich als förderlich für die rumänische Tourismuswirtschaft. Dies ging so weit, dass Touristengruppen zum Stammschloss von Vlad III., Schloss Bran, reisten und pinkfarbenen Dracullina-Likör tranken.
In der Kritik wurde In Search of Dracula teilweise als Wiederbelebung einer ernsthaften Untersuchung des Vampir-Mythos gesehen, was von anderen Kritikern jedoch verneint wurde. The New York Times verwarf die „netten rhetorischen Fragen“ (“cute rhetorical questions”).
In der Folgezeit veröffentlichten Florescu und McNally zahlreiche weitere zu diesem Thema wie Dracula: A Biography of Vlad the Impaler, 1431–1476 (1973) und The Essential Dracula: A Completely Illustrated and Annotated Edition of Bram Stoker’s Classic Novel (1979).
Er verfasste aber auch Monografien über literarische Figuren wie Frankenstein mit In search of Frankenstein (1975) oder auch den Rattenfänger von Hameln mit In Search of the Pied Piper (2005). In In Search of Frankenstein vertrat Florescu die Theorie, dass der deutsche Theologe, Alchemist, Anatom und Arzt Johann Konrad Dippel das Vorbild für Mary Shelleys Roman Frankenstein war und er spekulierte, dass Mary Shelley das Schloss Frankenstein während ihrer Reisen auf dem Rhein mit Percy Shelley besichtigte sowie lokale Legenden über Dippel erfahren haben könnte.
1986 gründete Florescu das Zentrum für Osteuropa-Studien (East European Research Center) am Boston College und blieb dessen Direktor bis zu seiner Emeritierung 2008.

#### Kampf gegen die Disneyfizierung Draculas und Honorarkonsul Rumäniens
Florescu selbst bedauerte später einige Konsequenzen seiner Behauptungen, insbesondere die Disneyfizierung historischer Belege. Auf dem ersten Welt-Dracula-Kongress 1995 in Bukarest sagte er: „Ich wollte den Hollywood-Vampir aufspießen“ (“I want to spike the Hollywood vampire”). Sein Vortrag erfolgte unter dem Titel „Was hat die Dracula-Renaissance für Rumänien gebracht?“ (“What has the Dracula Renaissance done for Romania?”), während andere Dracula-Forscher Themen diskutierten wie die Parallelen zwischen Vlad III. und dem abgesetzten stalinistischen Diktator Nicolae Ceaușescu, der im Übrigen jedwede Erwähnung von Bram Stokers fiktiven Vampir verbot. Dazu behauptete McNally:

“Ceausescu, the old dictator, admired his own Dracula and he modelled himself on Vlad the Impaler. Ironically, 513 years to the day after Prince Vlad was assassinated, Ceausescu was killed at Tirgoviste, in a military barracks right across from Vlad’s Palace.”

„Ceaușescu bewunderte als alternder Diktator Dracula und schuf sich selbst als Vlad, der Pfähler. Ironischerweise wurde auf den Tag genau 513 Jahre nach der Ermordung Vlad III. Ceaușescu in Târgoviște erschossen, in einem Militärlager in unmittelbarer Nähe von Vlads Schloss.“

Florescu war ein starker Unterstützer der neuen Regierungsform nach der rumänischen Revolution 1989 und war zwischen 1996 und 2004 Honorarkonsul für Neuengland, wodurch er als erster Inhaber einer solchen Funktion in den USA vom Außenministerium Rumäniens ernannt wurde. In dieser Funktion war er auch zuständig für die Stimmabgabe rumänischer Emigranten zu den Wahlen in Rumänien.
Florescu, der an den Folgen einer Lungenentzündung verstarb, war der Vater des Unternehmers John M. Florescu.

## Veröffentlichungen
- The struggle against Russia in the Romanian principalities, 1821–1854. 1962, Neuauflage 1997
- Capidava. 1965
- Manastirea Govora. 1965
- Arta Dacilor. 1968
- Ghid archeologic al Dobrogei. 1968
- Ion Miclea, Radu Florescu: The column. Mitautor Ion Miclea, 1971
- In search of Dracula. Mitautor Raymond T. McNally, 1972
- Adamclisi. 1973
- Dracula. 1973
- In search of Frankenstein. 1975
- Magyar culture in Socialist Romania. 1976
- Tezaure transilvane. 1979
- Dicționar enciclopedic de artă veche a României. 1980
- The complete Dracula. 1985
- The art of Dacian-Roman antiquity. 1986
- Dracula, prince of many faces. 1989
- Histria =. 1989
- In Search of the Pied Piper. 2005
- General Ioan Emanoil Florescu. 2007

In deutscher Sprache
- Römer in Rumänien. Heidelberg 1969
- Die Kunst der dako-römischen Antike. Bukarest 1986
- Auf Draculas Spuren. Die Geschichte des Fürsten und der Vampire. Mitautor Raymond T. McNally, Berlin 1996, ISBN 3-550-07085-3.